# 久内崇史
久内 崇史（くない たかひと、1993年5月5日 - ）は、日本の元ラグビー選手。現在ジャパンラグビーリーグワンNTTドコモレッドハリケーンズ大阪のプロモーションを務めている。

## プロフィール
- 大阪府出身[1]。
- ポジションはウィング(WTB)。
- 身長 183 cm、体重 87 kg
- ニックネームはくない。(くっちゃんの場合もあり)
- 7人制日本代表に選ばれたことがある[2]。
- U19日本代表に選ばれたことがある[3]。

## 略歴
2012年、尾道高校卒業後、筑波大学に入る。なお尾道高校時代、高校日本代表に選ばれたことがある。
2016年、筑波大学卒業後、NTTドコモレッドハリケーンズに加入。
2017年10月7日に行われたジャパンラグビートップリーグ第7節のNTTコミュニケーションズシャイニングアークス戦にて途中出場で公式戦初出場を果たす。
2021年、NTTドコモレッドハリケーンズ大阪のプロモーションに就任。